# TIGER & BUNNY
《TIGER & BUNNY》(타이거 앤 버니)는 일본의 텔레비전 애니메이션 작품이다. 2011년 4월부터 9월까지 마이니치 방송 (MBS) 제작으로 방영. 2022년 4월 8일부터 넷플릭스에서 《TIGER & BUNNY 2》(타이거 앤 버니 2)가 착신.
제작사는 선라이즈.

## 개요
만화가・가쓰라 마사카즈를 캐릭터 원안으로 한 오리지널 애니메이션.
MBS 제작 독립 UHF국 계열 애니메이션은 같은 제작회사에서 제작한 《테일즈 오브 디 어비스》이래 2년만의 작품이 된다(단, 주부닛폰방송 (CBC) 에서의 방영 예정은 발표되지 않음).

## 줄거리
9(

도시 슈테른빌트는 여러 인종과,민족,그리고[NEXT]라 불리는 특수능력자가 공존하고 그 [NEXT]능력을 가지고 도시의 평화를 지키는 [슈퍼 히어로]가 존재하는 마을.(한마디로 남극대륙)

히어로들은 스폰서의 로고를 달고 기업의 이미지업과 히어로 포인트를 획득하기 위해 사건해결이나 인명구조에 힘쓰고 있다.

그 활약하는 모습은 인기 방송[HERO TV]에 중계되어 각자 '킹 오브 히어로'를 목표로 삼아 연간 랭킹을 다투고 있다.

히어로 중 한명인 와일드 타이거(카부라기.T.코테츠)는 히어로로써의 전성기가 지난 베테랑 히어로. 상사의 명령에 따라야하지만 시민을 안전을 위해 기물파손도 서슴치 않는 마이 페이스타입.그에겐 언젠가부터[정의의 파괴자]라고 하는 기쁘지 않는 별명이...그런 코테츠에게 갑자기 히어로의 버나비 브록스Jr과 콤비를 짜게 되었다

일도 사생활도 거의 붕괴직전인 베테랑 와일드 타일거와 유능하지만 다루기 어려운 신인 버나비 브룩스Jr이 대립해가면서 악에게 맞선다-유쾌한 히어로 액션!

## 등장인물

### 히어로
와일드 타이거(Wild Tiger)정의의 파괴자

/카부라기.T.코테츠(Kotetsu.T.Kaburagi)

성우-히라타 히로아키

아폴론 미디어 소속의 베테랑 히어로.

능력은 [5분간 모든 신체능력이 100배](헌드레드파워)

펀치가 특기 [와일드하게 부르짖는다!!]가 결정구.

정의감이 강하고 자신의 히어로관에 확고한 신념을 가지고 있다.

평소엔 허술해보이지만 뜨겁게 설교를 하기도 한다

말보다는 몸이 먼저 움직이는 스타일.

의리 인정이 많아서 상당히 인간답다

바나비 브룩스Jr.(Barnaby Brooks Jr.)슈퍼루키

성우-모리타 마사카즈

아폴론 미디어 소속의 루키 히어로.

능력은 타이거와 같은 [5분간 모든 신체능력이 100배](헌드레드파워).킥이 특기

어디까지나 일은 일로 생각하고 있다.

외견은 아주 호청년이지만 보통은 쿨한 성격.

쓸데없는 것이 싫은 합리주의.

"스마트하게 멋있게"가 모토

어떤 목적으로 히어로로 활동할 때 유일하게 본명과 얼굴을 공개하고 있다.

블루로즈(Blue Rose)히어로계의 슈퍼 아이돌

/카리나 라일(Karina Lyle)

성우-코토부키 미나코

타이탄 인더스트리 소속의 아이돌 히어로.

얼음을 다루는 여왕님 캐릭으로 노래하고 춤추는 대인기 히어로.

곤란할 때 특기인 [큐티 에스케이프]를 화려하게 피로한다

히어로 땐 회사측에서 섹시하고 쿨한 여왕캐릭을 요구받고 있지만 평소땐 활발하고 기운넘치는 보통 여자아이

엄청 바쁜 여자 고등학생

록 바이슨(Rock Bison)서해안의 맹우전차

/안토니오 로페즈(Antonio Lopez)

성우-쿠스노키 타이텐

크로노스 푸드 소속의 히어로.

능력은 [강화한 피부(단단하다)].코테츠와는 친구인 베테랑 히어로

코테츠의 오랜 친구.코테츠와는 자주 마시러 간다.

스카이하이(Sky High)킹 오브 히어로

/키스 굿맨(Keith Goodman)

성우-이노우에 고우

포세이돈 라인 소속의 히어로.

바람을 다루는 능력자.랭킹 톱에 군림하고 있어 남녀노소에게 인기가 많은 킹 오브 히어로.

상쾌한 풍모로 매일 노력을 게을리 하지 않는 엄정 성실한 호청년이다.

히어로들로부터의 신뢰도 두텁다.

통찰력이 있는거 같지만 사실은 그냥 순수한 캐릭.

드래곤 키드(Dragon Kid) 번개 쿵푸 마스터

/황 파오린(Pao-Lin Huang)

성우-이세 마리야

오디세우스 커뮤니케이션 소속의 히어로.

능력은 신체에서 번개(전격)을 발생할 수 있다. 쿵푸의 단련자이기도 하다.

어린시절부터 격투가의 영재교육을 받아 히어로가 되기 위해 슈테른 빌트로 보내진 밝고 건강한 소녀.

남자 말투를 쓴다.

오리가미 사이클론(Origami Cyclone) 지켜보는 장인

/이반 카렐린(Ivan Karelin)

성우-오카모토 노부히코

헬페리데스 파이낸스 소속의 닌자 히어로.

능력은 [의태화]. 히어로 TV의 중계에서는 지켜보기만할뿐 스폰서 로고를 어필하는 것에 열심인 히어로.

히어로 양성 아카데미의 졸업생. 용모와는 정반대로 평소엔 얌전한 성격.

일본의 닌자를 좋아한다.

파이어 엠블럼(Fire Emblem)부루주아 직화구이

/네이던 시모아(Nathan Seymour)

성우-츠다 켄지로

헬리오스 에너지 소속의 히어로.

능력은 불을 다룬다. 누님 말투의 히어로.헬리오스 에너지의 오너이기도 하다.

평소땐 히어로들 사이를 중재하는 보살핌 좋은 성격.

### 아폴론 미디어 관계자
알버트 마베릭(Alert Maverick)

성우-후쿠다 노부아키

아폴론 미디어의 CEO로 [히어로TV]의 발안자.

인망이 두터워 슈테른빌트의 미디어의 왕.

알렉산더 로이즈(Alexander Lloyds)

성우-요코지마 와타루

아폴론 미디어에서 코테츠 버나비의 상사.

상층부의 명령은 절대이기에 부하인 코테츠의 말은 통하지 않는다.

사이토씨(Doc Saito)

성우-이와사키 히로시

아폴론 미디어 소속의 기술자로 히어로 슈츠를 개발한 인물.

성격에는 약간 문제가 있다.

### 히어로 TV 관계자
아니에스 쥬베르(Agenes Joubert)

성우-카이다 유코

[히어로TV]의 프로듀서로 시청률 지상주의를 내세우는 캐리우먼.

열정이 넘칠때에는 히어로들에게 지시를 하는 경우도 있다.

케인(Cain)

성우-카즈누마 키요시

[히어로TV]의 디렉터로 아니에스의 부하

스위쳐:메리(Mary)

성우-후시다 리호

[히어로TV]의 스위쳐로 아니에스의 부하

마리오(Mario)

성우-오오타 신이치로

[히어로TV]의 리포터. 생방송 중에선 히어로들의 활약하는 모습을 리포트한다.

### 기타인물
벤 잭슨(Ben Jackson)

성우-호우키 카즈히사

코테츠의 전 상사로 뒤에서 코테츠를 응원하는 좋은 이해자.

카부라기 카에데(Kaede Kaburagi)

성우-히다카 리나

코테츠의 외동딸. 코테츠의 엄마와 살고 있으며 코테츠가 히어로라는걸 모른다.

유리 페트로브(Yuri Petrov)

성우-유사 코지

슈테른빌트의 사법국 히어로 관리관 겸 재판관.

[히어로TV]안에서 일어난 기물파손 같은 피해상황을 여러 가지 사정을 고려해 배상금 판결을 내리던지해서 공평하게 재판하고 있다.

## 주제곡
1nd OP-오리온을 덧그리다(オリオンをなぞる)-UNISON SQUARE GARDEN

1nd ED-별의 거처(星のすみか)-藍坊主

2nd OP-미싱링크(ミッシングリンク)-NOVELS

2nd ED-Mind Game-TAMAKI